# اچ‌ام‌اس اورفئوس (اس۱۱)
اچ‌ام‌اس اورفئوس (اس۱۱) (به انگلیسی: HMS Orpheus (S11)) یک زیردریایی است. این زیردریایی در سال ۱۹۵۹ ساخته شد.